# М. Емет Волш
Мајкл Емет Волш (енгл. Michael Emmet Walsh; Огденсбург, 22. марта 1935 — Огденсбург, 19. марта 2024), познат и као М. Емет Волш (енгл. M. Emmet Walsh), био је амерички филмски и телевизијски глумац и комичар, познат по улогама причљивих, бучних и непријатних људи, с обе стране закона, који се појавио у преко 200 филмова и телевизијских серија. Често је играо у филмовима браће Коен.
Најпознатији је по улогама у филмовима Поноћни каубој (1969), Што те тата пушта саму? (1972), Серпико (1973), Провалник на слободи (1978), Обични људи (1980), Истребљивач (1982), Силквуд (1983), Крваво просто (1984), Ромео + Јулија (1996), Дивљи, дивљи запад (1999), Гвоздени џин (1999), Велики Стен (2007) и Нож у леђа (2019), поред многих.